# Státní kontrolor Státu Izrael
Kneset (izraelský parlament) kontroluje vládní politiku a operace prostřednictvím státního kontrolora (hebrejsky: מבקר המדינה‎, mevaker ha-medina). Státní kontrolor je jmenován prezidentem republiky na doporučení sněmovního výboru Knesetu na sedmileté funkční období. Úřadující státní kontrolor je zcela nezávislý na vládě a je odpovědný výlučně Knesetu (jeho rozpočet je předkládán přímo finančnímu výboru Knesetu a není posuzován ministrem financí). Může být odvolán pouze Knesetem či může na svůj post rezignovat. Během funkčního období nesmí být členem Knesetu, ani se jinak angažovat v politice a rovněž se nesmí zapojovat do veřejné či soukromé činnosti, která by mohla vést ke střetu zájmů s nezávislým výkonem funkce úřadu. Státní kontrolor, přestože nemá vynucovací pravomoc, má široké vyšetřovací pravomoci a zaměstnává několik stovek zaměstnanců, včetně účetních, právníků a dalších příslušných odborníků.
Mezi hlavní funkce státního kontrolora patří kontrola zákonnosti, výkonnosti, hospodaření a etického chování veřejných institucí. Kontroly jsou prováděny průběžnou kontrolou účetnictví a činnosti všech ministerstev, ozbrojených sil a bezpečnostních služeb, orgánů místní samosprávy a podniků a organizací dotovaných či spravovaných státem.
Státní kontrolor jedná společně s finančním výborem Knesetu a podává zprávy kdykoliv je to potřebné. Státní kontrolor může doporučit, aby finanční výbor jmenoval zvláštní vyšetřovací komisi, ale nemá žádnou statutární pravomoc uvalovat sankce. Kancelář státního kontrolora je rozdělena do pěti hlavních vyšetřovacích částí. První čtyři se zaměřují na ministerstva, obranu, služby, místní samosprávu a korporace, pátá část se zabývá veřejnými stížnostmi na vládní orgány.
Ze zákona je státní kontrolor také ombudsmanem (veřejným ochráncem práv) (hebrejsky: נציב תלונות הציבור‎, neciv tlunot ha-cibur), kterému občané zasílají stížnosti na činnost vládních orgánů, které jim způsobily újmu.
Od roku 2019 zastává funkci státního kontrolora Matanjahu Engelman.